# Idáliz Escalante
Idáliz Escalante Baquero (Caguas, Puerto Rico; 4 de abril de 1973) es una autora y conferenciante puertorriqueña. Su primera obra escrita tiene el título de;  Programándote para el éxito, seguido por el libro: El Secreto para la Manifestación de tus Sueños. Hoy día es la Fundadora y Directora Ejecutiva de Mujer Empresaria de Hoy, Inc. (MEH), la cual comenzó en enero del 2008 para mujeres empresarias latinas, que nace en Puerto Rico.
Escalante ha fungido como conferenciante, panelista, moderada y colaborado con organizaciones como: Red de Empresarias y Mujeres Profesionales de la Cámara de Comercio de Puerto Rico, Asociación de Industriales de Puerto Rico, Centro para Puerto Rico de la Fundación Sila M. Calderón, Fundación Alas a la Mujer, y ha sido invitada a numerosos programas de radio y televisión local e internacional desde la creación de la red; con su liderazgo ha abierto puertas fuera de Puerto Rico para muchas mujeres emprendedoras y ha servido de enlace entre Puerto Rico y otros países de habla hispana. Ofrece conferencias y talleres para clientes como Bacardi Corp., Integral Coaching, Manta Medical, EduCoop, Aquariuos Vacation Club, PR SBTDC, Revista Mujer Creativa, Centro para Puerto Rico, entre otros.